# Kendrick Scott

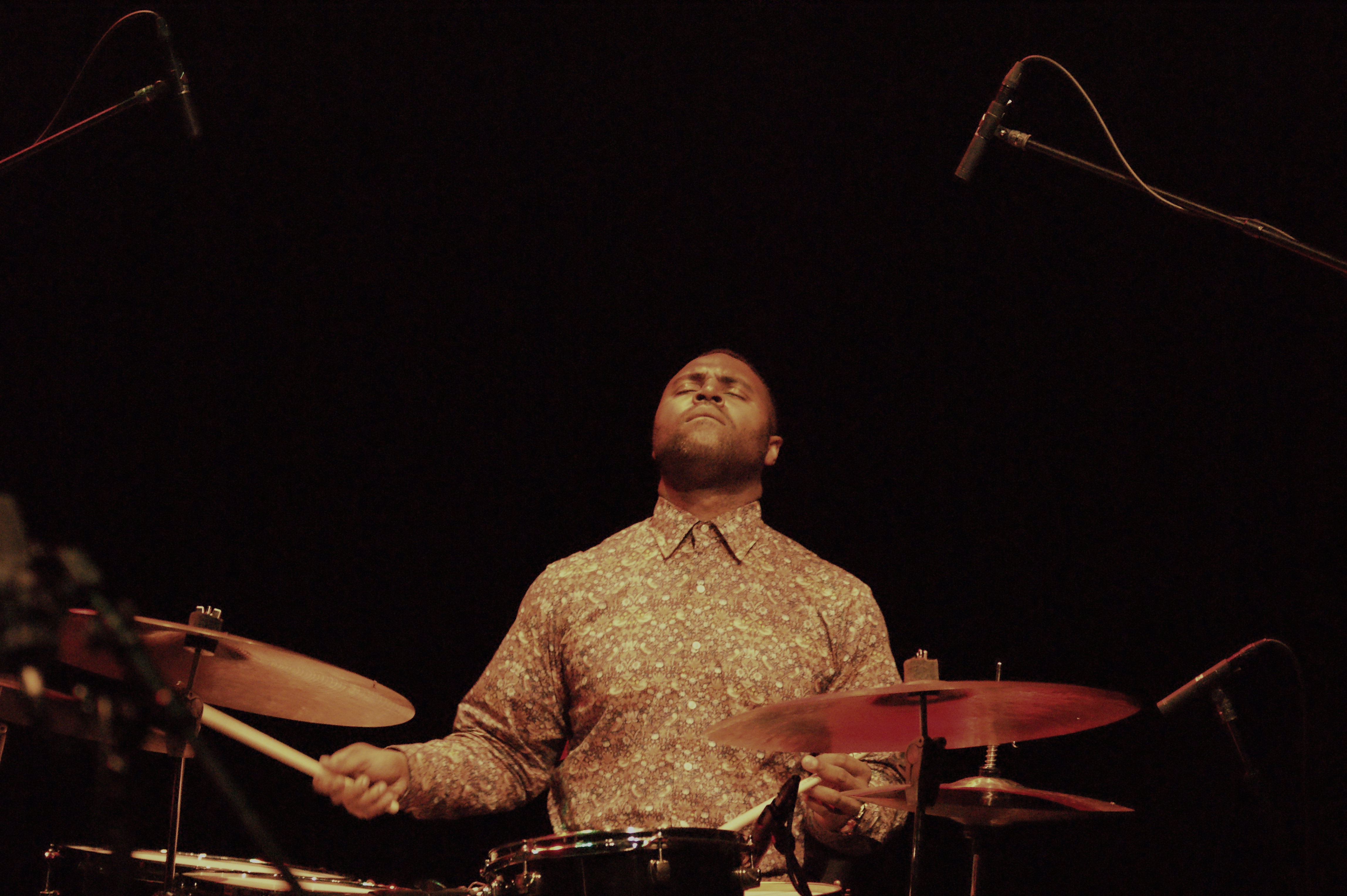
Kendrick Scott

Kendrick A. D. Scott (* 8. Juli 1980 in Houston) ist ein amerikanischer Jazzmusiker (Schlagzeug, Komposition).

## Leben und Wirken
Scott, der aus einer Musikerfamilie in Houston stammt, lernte früh Schlagzeug und gehörte bald zu den Ensembles seiner Kirche und der Junior High School. Ab 1998 studierte er mit einem Stipendium an der Berklee College of Music bis zum Abschluss 2002. Dann arbeitete er mit The Crusaders, Pat Metheny, Joe Lovano und Kenny Garrett, Dianne Reeves oder Lizz Wright. Er war an dem Album A Tale of God’s Will (A Requiem for Katrina) (2007) von Terence Blanchard beteiligt, das 2008 für zwei Grammy Awards nominiert war.
Mit seiner eigenen Gruppe Oracle legte er mehrere Alben vor. Er ist auch auf Alben von Gretchen Parlato, Chihiro Yamanaka, Kurt Elling, Walter Smith III (Return to Casual, 2023), Laurence Hobgood, Myron Walden, Romain Collin, Jason Palmer, SFJazz Collective (New Works Reflecting the Moment, 2022) Geoffrey Keezers Playdate (2022), Marquis Hill (New Gospel Revisited, 2022) und Rasmus Sørensen zu hören.

## Diskographische Hinweise
- A Wall Becomes a Bridge (Blue Note Records 2019)
- We Are the Drum (2015, mit Lizz Wright)
- Conviction (Concord, 2013, mit John Ellis, Alan Hampton, Taylor Eigsti, Mike Moreno, Joe Sanders)
- Reverence (Criss Cross Jazz, 2010)
- The Source (World Culture Music 2006, mit Aaron Parks, Robert Glasper, Lionel Loueke, Gretchen Parlato u. a.)
- Corridors (Blue Note, 2023)